# Trypanaeus flavipennis
Trypanaeus flavipennis är en skalbaggsart som beskrevs av Sylvain Auguste de Marseul 1856. Trypanaeus flavipennis ingår i släktet Trypanaeus och familjen stumpbaggar. Inga underarter finns listade i Catalogue of Life.